# آلکساندر پرکوپچوک
آلکساندر پرکوپچوک (روسی: Александр Васильевич Прокопчук؛ زادهٔ ۱۸ نوامبر ۱۹۶۱) است. واسیلیویچ پرکوپچوک از جمهوری شوروی سوسیالیستی اوکراین، یک کارمند اداره مرکزی پلیس بین‌الملل وزارت امور داخلی روسیه از ۱۴ ژوئن ۲۰۱۱ بود. وی معاون رئیس اداره مرکزی امور داخله کشور روسیه از ۱۰ نوامبر سال ۲۰۱۶ است. او از دانشگاه ملی تاراس شفچنکو با مدرک زبان آلمانی و ادبیات در سال ۱۹۸۳، و دانشگاه مالی تحت نظارت دولت فدراسیون روسیه با اخذ مدرک حقوق در سال ۲۰۰۰ فارغ‌التحصیل شد.